# نمط الرأس والجسم
نمط الرأس والنص هو نمط تصميم شائع في لغة التأشير الوسوعة(XML)، ويُستخدم على سبيل المثال في بروتوكول البروتوكول للوصول البسيط إلى الأجسام(SOAP). يُعد هذا النمط مفيدًا عندما تتطلب رسالة، أو حزمة بيانات، قدرًا كبيرًا من البيانات الوصفية. ورغم إمكانية خلط البيانات الوصفية مع البيانات، إلا أن ذلك يُسبب ارتباكًا. في هذا النمط، تُهيكل البيانات الوصفية أو المعلومات الوصفية كرأس، يُعرف أحيانًا باسم الغلاف. أما البيانات أو المعلومات العادية، فتُهيكل كجسم، يُعرف أحيانًا باسم الحمولة. يُستخدم لغة التأشير الوسوعة (XML) لكلٍ من الرأس والنص.

يمكن توضيح النمط على النحو التالي:
```
<head>

    
<!--البيانات الوصفية-->

</head>

<body>

    
<!--المحتوي الرئيسي -->

</body>

```